# Kasseedorf
Kasseedorf ist eine amtsangehörige Gemeinde im Amt Ostholstein-Mitte im Kreis Ostholstein in Schleswig-Holstein.

## Geographie
Kasseedorf besteht aus den Ortsteilen Bergfeld, Freudenholm, Griebel, Holzkaten, Kasseedorf, Sagau, Stendorf und Vinzier.
Zwischen Kasseedorf und Stendorf liegt der Stendorfer See. Er ist 54 ha groß, bis zu 8 m tief, liegt etwa 32,6 m ü. NN und wird von der Schwentine durchflossen. Beim Ortsteil Griebel liegt der Griebeler See und südlich des Ortes der Oberteich.

## Geschichte
Der Ort wurde 1201 erstmals als Chuserestorp erwähnt. Da auch der Bungsbergurwald bald zu dem Dorf gehörte, entstanden dort mehrere Rodungsdörfer. Der Name Chuserestorp leitet sich aus den Bestandteilen Chusere „keusch“ und torp „Dorf“ her, also das „Dorf der Keuschen“. Grundlage dafür waren Mönche, die zur Gründung des Dorfes hier lebten. Letzte Zeugnisse finden sich in Form des Alten Stickenhuus in der heutigen Griebeler Straße. Zwischen 1348 und 1639 wurde der Ort mehrmals von der Pest heimgesucht.
Im Jahre 1784 begann die Verkoppelung, bei der den Bauern statt der Allmende eigene Felder zugeteilt wurden und Knicks angelegt wurden. Die Bauern und Landarbeiter wurden 1805 aus der Leibeigenschaft entlassen, sie mussten jetzt jedoch ihr Land vom Gut pachten. 1814 wurden im Rahmen des Sechsten Koalitionskrieges russische Truppen in Kasseedorf untergebracht.

## Gut Stendorf
Der Name des Guts, das im 13. Jahrhundert erstmals erwähnt wurde, und des dazugehörigen Dorfs lautete ursprünglich Steendorpe (Steindorf). Zunächst lag die Motte und das Dorf Wendisch-Alverstorp auf der Seekoppel im späteren Gut Stendorf. Es gehörte dem uradeligen holsteinischen Adelsgeschlecht von Alverstorp. Diese verkauften ihre Ländereien an das Kloster Cismar, so z. B. im Jahr 1354 Stephan v. Alverstorp den Meierhof Rethwisch. Alverstorp war noch im Jahre 1429 im Besitz des Claus v. Alverstorp; das Adelsgeschlecht starb um 1435 aus. Kasseedorf, Sagau und Griebel gehörten zum Gutsbezirk. Ab 1654 bildete das Gut zusammen mit den Gütern Mönchneversdorf und Lensahn einen unteilbaren Familienbesitz, der bei der Auflösung der Gutsbezirke 1928 13 Güter einschloss.
Im 18. Jahrhundert wurde das Gut grundlegend umgestaltet. Statt des ursprünglichen Herrenhauses, das von einem Wassergraben umgeben war und an dessen Stelle heute das Verwalterhaus steht, wurde 1750 ein neues Herrenhaus errichtet und ein großzügiger Park angelegt. Die Gesamtanlage aus Gut und Dorf steht seit 1985 unter Denkmalschutz. Die Dorf- und Gutsanlage ist heute noch nahezu vollständig erhalten.
Im Jahre 1876 wurde auf einer Anhöhe am Stendorfer See ein Schloss errichtet, das jedoch nicht ganzjährig bewohnt war und als Jagdschloss genutzt wurde. 1932 wurde das damalige Jagdschloss durch den Malenter Architekten Alfred Schulze zum heutigen Herrenhaus umgebaut.
Bis 1932 war das Gut im Besitz der Herzöge von Oldenburg. Im Jahre 1932 wurde das damals etwa 450 Hektar große Gut an eine Hamburger Kaufmannsfamilie veräußert und ist heute im Eigentum der Familie Herzog. In den Jahren 2000 bis 2008 wurden die baulichen Anlagen des Gutes grundlegend und denkmalgerecht saniert und die Parkanlage teilweise wiederhergestellt.
Gut Stendorf wird auch heute noch landwirtschaftlich genutzt. Die Gesamtgröße des landwirtschaftlichen Betriebes beläuft sich heute auf etwa 1300 Hektar Ackerland, ca. 250 Hektar Forst und der rund 50 Hektar große Stendorfer See, der durch die Schwentine gespeist wird. Das Gut Stendorf mitsamt seinem Dorf bildet heute einen Ortsteil der Gemeinde Kasseedorf mit rund 40 Einwohnern. Die Verwaltung des Gutes erfolgt über die auf dem Hof ansässige Gutsverwaltung.
Stendorf diente in den vergangenen Jahrzehnten aufgrund seiner idyllischen Lage als Drehort für mehrere Fernseh- und Kinofilme:
- 1943: Immensee (UFA), Kinoproduktion nach der Novelle von Theodor Storm
- 2001: Der blaue Vogel (Bavaria Film), zweiteiliger Fernsehfilm nach dem Roman von Utta Danella
- 2005: Das Geheimnis meiner Schwester (Relevant Film), Fernsehproduktion
- 2012: Der Geschmack von Apfelkernen (Bavaria Filmverleih und Produktion), Kinoproduktion nach dem Roman von Katharina Hagena

## Politik

### Gemeindevertretung
Die Wahl 2023 ergab folgendes Ergebnis:
| Gemeindevertretungswahl Kasseedorf 2023Wahlbeteiligung: 64,1 % 50403020100 46,8 %28,3 %24,8 % CDUFuDSPDGewinne und Verlusteim Vergleich zu 2018 %p 30 25 20 15 10 5 0 −5−10−15−20−25−30−2,1 %p+28,3 %p−26,3 %pCDUFuDSPD | Sitzverteilung in der Gemeindevertretung Kasseedorf seit 2023Insgesamt 14 Sitze - SPD: 3 - FuD: 4 - CDU: 7 |

### Wappen
Blasonierung: „Durch fünf schräglinke, abwechselnd silberne und blaue Wellenfäden von Rot und Grün geteilt. Oben ein die Wellen mit Teilen des Wurzelwerks und der Blätter überdeckender goldener Eichbaum, unten eine schräg gestellte, mit der Schneide auswärts weisende goldene Hacke.“